# Tribunaux rustiques
Tribunaux rustiques est une nouvelle de Guy de Maupassant, parue en 1884.

## Historique
Signée Maufrigneuse, Tribunaux rustiques est une nouvelle écrite par Guy de Maupassant et publiée initialement dans le quotidien Gil Blas du 25 novembre 1884, avant d'être reprise dans le recueil Monsieur Parent.

## Résumé
Dans la salle de la justice de paix de Gorgeville, pleine de paysans, le juge entend les griefs de Mme Victoire Bascule contre Isidore Paturon...

## Éditions
- Gil Blas, 1884
- Monsieur Parent, recueil paru en 1885 chez l'éditeur Paul Ollendorff.
- Maupassant, Contes et Nouvelles, tome II, texte établi et annoté par Louis Forestier, éditions Gallimard, Bibliothèque de la Pléiade, 1979.